# (483) Seppina
(483) Seppina és un asteroide pertanyent al cinturó exterior d'asteroides descobert el 4 de març de 1902 per Maximilian Franz Wolf des de l'Observatori de Heidelberg-Königstuhl, Alemanya. Està anomenat pel gos del descobridor.